# Leptataspis murina
Leptataspis murina är en insektsart som beskrevs av Schmidt 1910. Leptataspis murina ingår i släktet Leptataspis och familjen spottstritar. Inga underarter finns listade i Catalogue of Life.